# Zulma Faiad
Zulma Aurora Faiad (Buenos Aires, 21 de febrero de 1944) es una exmodelo, primera actriz y vedette de la revista porteña. Comenzó su carrera a mediado de los años sesenta trabajando como modelo en publicidades y más tarde comienza a trabajar como actriz en teatro, cine y televisión.

## Biografía
Zulma Faiad creció junto a su hermana Virginia Faiad en el seno de una familia de clase media argentina. Sus padres, Jacinto Faiad y Aurora Faiad, eran ambos inmigrantes del Líbano. Su padre era contador, y trabajaba varias horas al día, por ello su madre, Aurora de Faiad se preocupó por darle formación artística. A los siete años, ingresó en la escuela del Teatro Colón, donde estudió coreografía  y perfeccionó su vocación actoral con el teatro.

## Carrera
A comienzos de la década del 1960 se inició como modelo publicitaria y su participación protagónica en un comercial televisivo de una marca de aceite hizo nacer el cariñoso apodo popular de "La Lechuguita" aludiendo a la caracterización que hacía en ella. Del Teatro Maipo donde trabajaba pasó por ofrecimiento de Carlos A. Petit al Teatro El Nacional.
Trabajó con los humoristas Juan Carlos Mesa y con Adolfo Stray. Y fue una de las tres famosas "Singles" de Canal 13.

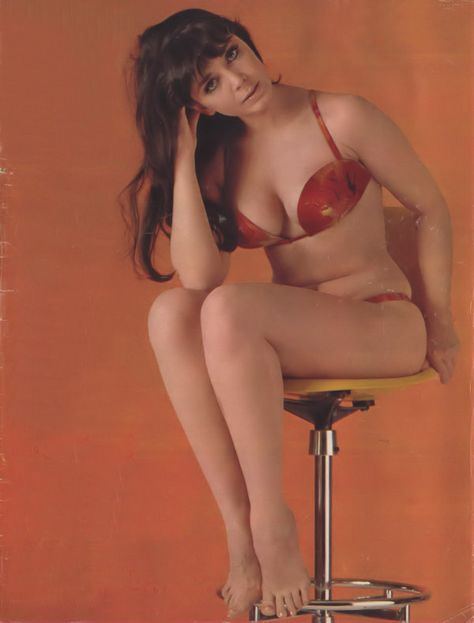
Zulma Faiad en la revista Siete Días Ilustrados del 18 de enero de 1971.

En cine tuvo una prolífica carrera, actuando en 17 películas.
En México participó en varias películas, siendo las más recordadas, aquellas en las que actuó al lado de Mauricio Garcés en Nueva York. Había viajado por cuarenta días y se terminó quedando siete años. Viviendo primero en Ámsterdam y luego en el barrio San Ángel. También trabajó como figura exclusiva para PELMEX (Películas Mexicanas)
En los 1990 participó como actriz en algunos ciclos de televisión.
Ya retirada del teatro y de la pantalla televisiva, desde el año 2000 se la pudo escuchar en radio, donde condujo por las madrugadas su propio programa en donde se destacó por sus mensajes espiritualistas cristianos. También la convocó Marcelo Tinelli para ser jurado de Bailando por un sueño (1) y (2).
En 2004 participó en la telenovela juvenil Floricienta, donde formó parte del elenco principal.
Su hermana, Virginia Faiad, unos años menor que ella, también ha incursionado, aunque menos asiduamente, en la actuación y la revista.

## Filmografía
- 1963: Rata de puerto
- 1963: Los que verán a Dios
- 1964: Las mujeres los prefieren tontos o Placeres conyugales
- 1965: El perseguidor
- 1965: Nacidos para cantar
- 1965: Ritmo nuevo y vieja ola
- 1965: Psique y sexo
- 1965: Villa Delicia, playa de estacionamiento, música ambiental
- 1965: Los ratones
- 1966: La buena vida
- 1966: Necesito una madre
- 1967: La cigarra está que arde
- 1968: La cama
- 1969: Al rojo vivo
- 1969: Amor libre
- 1969: Espérame en Siberia vida mía
- 1969: Modisto de señoras
- 1970: Un amante anda suelto
- 1970: Préstame a tu mujer
- 1970: La noche de los mil gatos
- 1971: Los corrompidos
- 1971: Siete Evas para un Adán
- 1971: El ídolo
- 1972: Rosario
- 1972: Disputas en la cama
- 1972: En esta cama nadie duerme
- 1973: Cumbia
- 1973: El castillo de las momias de Guanajuato
- 1973: La casa del amor
- 1974: La flor de la mafia
- 1974: Conserje en condominio
- 1974: El amor infiel
- 1974: Las viboras cambian de piel
- 1979: Las golfas del talón
- 1981: La pulga en la oreja
- 1988: Matrimonios... y algo más ´88
- 1991: La risa está servida
- 2009: La torre del tiempo
- 2019: Rumbo al mar

## Apariciones en televisión
- Solamente vos (2013) ... Miriam
- Bailando por un sueño 1 y 2 (2006)
- Floricienta (2004) ... Titina Ramos.
- Resistiré (2003) ... Pampa
- Costumbres argentinas (2003)
- ¿Quién es Alejandro Chomski? (2002)
- Señoras sin señores (1998)
- Ciudad prohibida (1997)
- Gigante y usted (Chile, 1996)
- Cada día una mujer (1996) ... Lunes
- Por siempre mujercitas (1995) ... Roberta
- Fiesta y bronca de ser joven (1992)
- Una vez más (Chile, 1990)
- Matrimonios y algo más (1987) ... varios personajes
- Martes 13 (Chile, 1986)
- Marca registrada (Chile, 1985)
- Sola (1983)
- La gran noche (Chile, 1981)
- Sabor Latino (Chile, 1981)
- El gran baile (Chile, 1980)
- La noche de Andrés (1980)
- Lunes gala (Chile, 1979)
- Las Vegas (Estados Unidos, 1979)
- Sábados Gigantes (Chile, 1978)
- 300 millones (España, 1978)
- El tío Porcel (1978)
- Saturday Night Live (Estados Unidos, 1977)
- Esta noche… fiesta (España, 1977)
- El show de las estrellas (Colombia, 1976)
- El show de Eber y Nélida Lobato (1976)
- Sábado Sensacional (Venezuela, 1975)
- Porcelandia (1974)
- The Tonight Show Starring Johnny Carson (Estados Unidos, 1973)
- El mundo del espectáculo (1972)
- El mundo de Nélida Lobato (1971)
- Alta comedia (1971)
- Siempre en domingo (México, 1970)
- El superejecutivo Don Jacobo (1968), con Adolfo Stray

## Teatro
En los años 1970 compartió marquesina con la gran vedette Moria Casán, quien encabezaba junto Mario Castiglione en el espectáculo La revista de las erecciones generales.
Durante la década de 1970 y principios de los años 80 incursionó con gran éxito como vedette en el teatro de revistas. Trabajó bajo la dirección de Alejandro Romay, quien por ese entonces había renovado el Teatro El Nacional, en la obra Escandalísima junto a Nélida Lobato, Darío Vittori, Ubaldo Martínez y Norman Brisky.
Actuó en una obra de Enrique Santos Discépolo en el Teatro Odeón junto a Silvia Legrand. En ese momento había sido vista por Alberto Gonzáles, productor del Maipo y hermano de Zully Moreno, quien contrató a Julio Porter para dirigir su próxima obra en ese mismo teatro. Luego pasaron a contratarla a ella. En México hizo en 1969 como primera vedette la obra Falta un metro para la Olimpiada, junto con María Victoria Cervantes Cervantes y Marco Antonio Muñiz.
Otros de sus innumerables espectáculos son Unas piernas con historia, Fontana Rojas Peinados y Barbierísima (2012) junto con Carmen Barbieri en Mar del Plata.
Desde 2015, realiza la obra de teatro de Aldo Funes: "Mujeres de cenizas".
Desde 2018, coprotagoniza la obra de  teatro de José María Muscari: Derechas.

## Etapa en la política
Incursionó sin éxito en la política. Fue candidata a primera diputada nacional por la Ciudad de Buenos Aires, por el Partido de la Esperanza Porteña, en las elecciones legislativas del 23 de octubre de 2005, obteniendo menos del 1% de los votos.
Fue designada titular de la Secretaría de la Mujer de la Municipalidad de Vicente López, el 2 de junio de 2008. Su designación generó múltiples críticas, lo que llevó a presentar prematuramente su renuncia al intendente municipal Enrique García.
En el 2015 fue candidata a concejal de Vicente López acompañando a García, quien lidera la lista de candidatos. Renunció a su candidatura luego de criticar, sin saberlo, al candidato a presidente Scioli por no presentarse a debatir con otros presidenciables.

## Vida privada
Tuvo tres conocidas relaciones: La primera fue con Melchor Arana, con quien convivió siete años en el exterior. La segunda fue con el actor y cantante argentino Marty Cosens durante la década de los años 1960. La tercera fue con el actor argentino Daniel Guerrero, con quien se casó en La Guadalupe, México y luego se divorció, y con quien tuvo a sus dos hijas, Daniela y Eleonora.